# Oblat

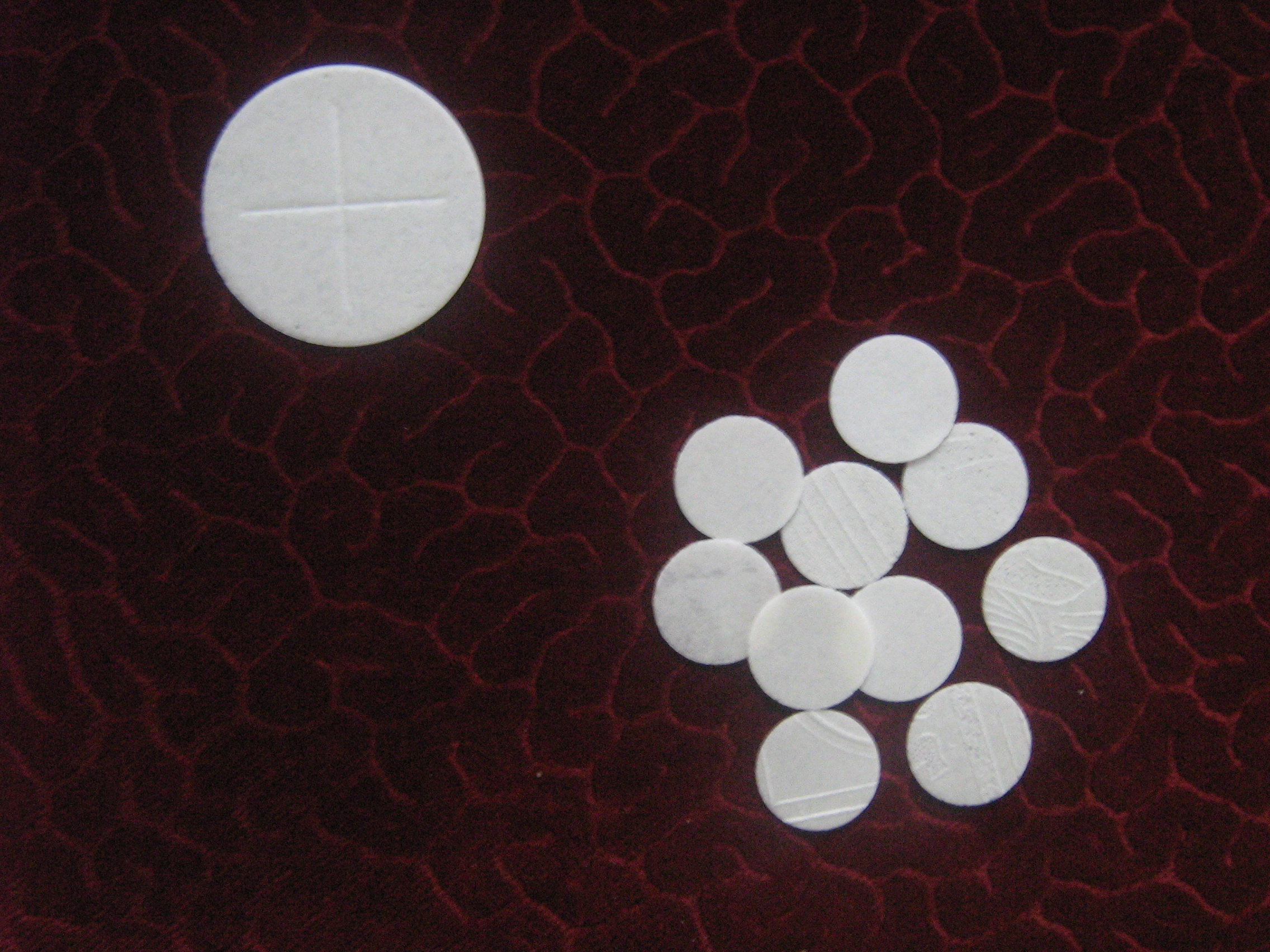
Hostior, Katolska kyrkan i Polen.

En oblat är det i västkyrkan vanligaste nattvardsbrödet, i form av tunna osyrade kakor. Ordet kommer från medeltidslatinets (hostia) oblata, och inom den Romersk-katolska kyrkan benämnes den invigda oblaten vanligen hostia. Oblaterna förvaras ofta i en särskild oblatask. I östkyrkan används istället för oblater jäst bröd.
I många frikyrkosamfund firar man nattvard med vanligt bröd, och då kallar man det helt enkelt för nattvardsbröd eller bara bröd.
Inom Svenska kyrkan används i stor utsträckning glutenfria oblater, för att inte utestänga personer med glutenintolerans. Samma gör en del frikyrkoförsamlingar.
Stor del av de oblater som används i Sverige bakas på Ersta diakoni i Stockholm.